# 레악

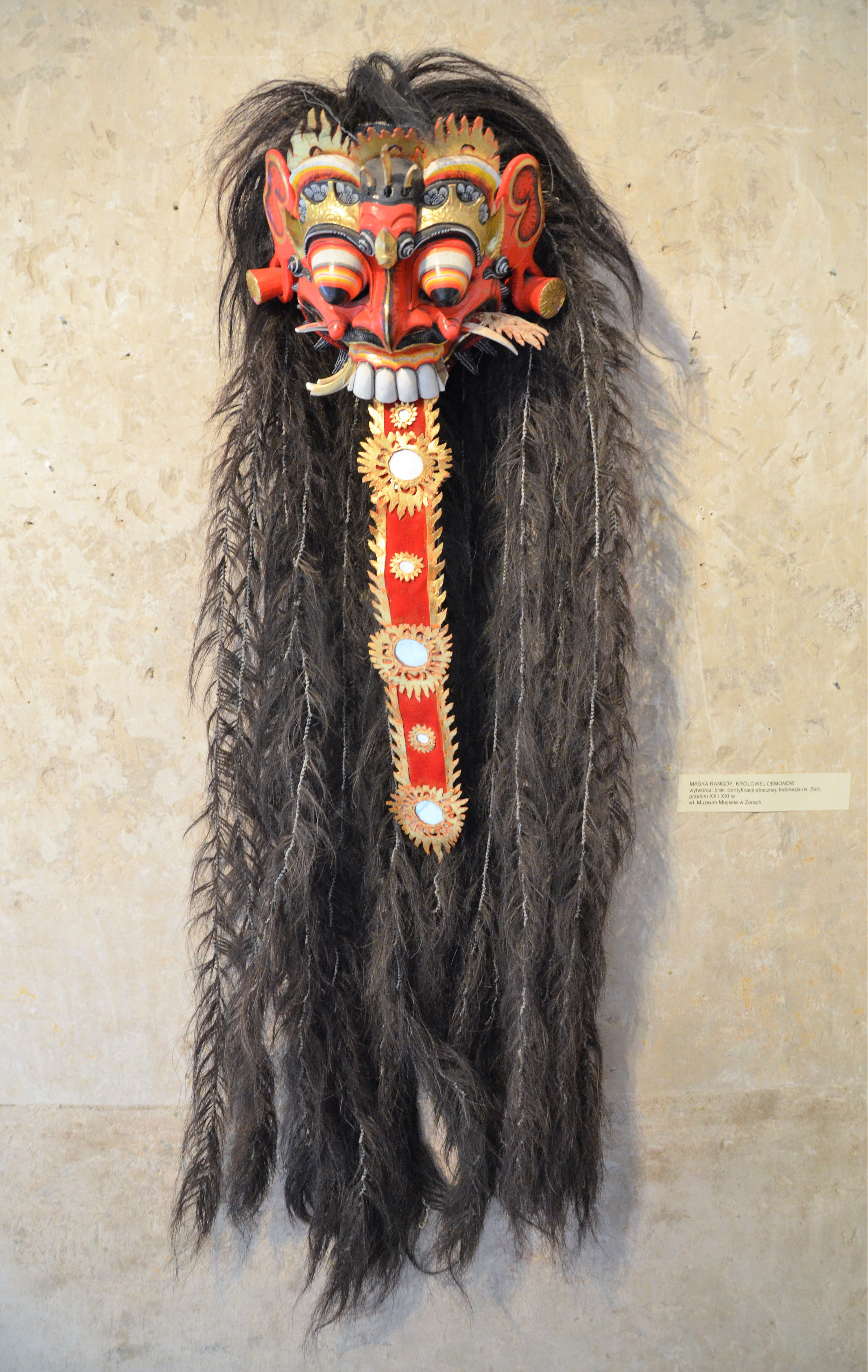
레악을 묘사한 가면

레악(인도네시아어: Leak, 인도네시아어 발음: [le.ak] ( 듣기), 발리어: ᬮᬾᬬᬓ᭄)은 인도네시아 발리 신화에 등장하는 괴물이다. 심장, 허파, 간 등의 내장이 그대로 붙어 있는 날아다니는 머리의 형태를 하고 있으며 아기와 아이의 피를 빨아먹기 위해 날아다니며 임산부를 습격한다고 전한다. 전승에 따르면 레악은 총 3마리로 여성 레악이 두 마리, 남성 레악이 한 마리이다.